# Пятницкое (Весьегонский район)
Пятницкое — деревня в Весьегонском муниципальном округе Тверской области России.

## География
Деревня расположена в 47 км на юго-запад от районного центра города Весьегонска.

## История
В 1842 году в селе была построена каменная Воскресенская церковь с 3 престолами, метрические книги с 1780 года.
В конце XIX — начале XX века село входило в состав Залужской волости Весьегонского уезда Тверской губернии. 
С 1929 года деревня входила в состав Тимошкинского сельсовета Весьегонского района Бежецкого округа Московской области, с 1935 года — в составе Овинищенского района Калининской области, с 1956 года — вновь в составе Весьегонского района, с 2005 года — в составе Кесемского сельского поселения, с 2019 года — в составе Весьегонского муниципального округа. 

## Население
| 1859 | 2010 |
| ---- | ---- |
| 120  | ↘19  |

## Достопримечательности
В деревне расположена недействующая Церковь Воскресения Христова (1842).